# Tainted Love
Tainted Love – piosenka z 1964 roku, skomponowana przez Eda Cobba, w wersji oryginalnej nagrana przez Glorię Jones.

## Covery
- Cover tej piosenki w wykonaniu zespołu Soft Cell z 7 lipca 1981 był dużym przebojem. Był to drugi singel zespołu. Ta wersja utworu osiągnęła 8. miejsce listy Billboard Hot 100.
- Piosenkę wykonywał brytyjski zespół Coil, kojarzony ze sceną muzyki industrialnej.
- Utwór „Tainted Love” został nagrany także przez zespół Marilyn Manson i wydany w 2001 roku na ścieżce dźwiękowej filmu Not Another Teen Movie. Ta wersja piosenki osiągnęła piąte miejsce na liście UK Top 75 Charts.

## Niektóre wykonania piosenki
- 1964: Gloria Jones
- 1975: Ruth Swann (Diana Foster)
- 1976: Gloria Jones i Marc Bolan
- 1980: Blue Öyster Cult
- 1981: Soft Cell
- 1982: The Cure
- 1985: Coil
- 1986: Boppin' Kids
- 1990: Tainted Cash
- 1991: Marc Almond
- 1992: Flying Pickets
- 1992: Inspiral Carpets
- 1994: David Benoit
- 1994: Spaceheads
- 1995: Shades Apart
- 1997: Atrocity
- 1997: Deathline International
- 1997: Hi-Fives
- 1998: Country Teasers
- 1998: The Living End
- 1999: Me First And The Gimmie Gimmies
- 1999: My Ruin
- 1999: Social Distortion
- 2000: La Unión
- 2001: Marilyn Manson
- 2001: Max Raabe
- 2002: Prozac+
- 2003: Static-X
- 2003: The Go Getters
- 2003: The Hormonauts
- 2004: Thomas Schumacher
- 2005: The Pussycat Dolls
- 2006: John B.
- 2006: Les Sabotages
- 2006: Mahjong Connection
- 2006: Milk Inc.
- 2006: Rihanna
- 2007: Grandmagneto
- 2007: Killwhitneydead.
- 2007: Richard Grey
- 2007: The Vending Tree
- 2009: The Lost Fingers
- 2011: Scorpions
- 2020: Sepultura
- 2021: Milky Chance